# Inhibitori topoizomeraze
Inhibitori topoizomeraze su agensi dizajnirani da ometaju dejstvo topoizomeraza (topoizomeraza I i II), koji su enzimi što kontrolišu promene DNK strukture katalizom prekidanja i spajanja fosfodiestarske osnove DNK lanaca tokom normalnog ćelijskog ciklusa.
Zadnjih godina, topoizomeraze su postale popularna meta za hemoterapijsko lečenje raka. Smatra se da inhibitori topoizomeraze blokiraju korak ligacije, čime se generišu jedno i dvo lančani DNK prekidi što narušava integritet genoma. Nastanak tih prekida naknadno dovodi do apoptoze. Inhibitori topoizomeraze mogu takođe da funkcionišu kao antibakterijski agensi. Kinoloni dejstvuju na taj način.

## Klasifikacija
Inhibitori topoizomeraze se obično dele na osnovu enzima koji inhibiraju.
- Inhibitori topoizomeraze : irinotekan, topotekan, kamptotecin i lamelarin D.
- Inhibitori topoizomeraze : etoposid, doksorubicin.

## Inhibitori tiptopoizomeraze
Ovi inhibitori su podeljeni u dve glavne klase: otrovi topoizomeraze, koji dejstvuju na topoizomeraza-DNK kompleks, i inhibitori topoizomeraze, koji ometaju katalitički promet.

### Topootrovi
Primeri otrova topoizomeraze su:
- Inhibitori eukariotske tip II topoizomeraze (topo II): amsakrin, etoposid, etoposid fosfat, teniposid i doksorubicin. Ovo su antineoplastični lekovi.
- Inhibitori bakterijske top II topoizomeraze (giraza i topo IV): fluorokinoloni, npr. ciprofloksacin.

Neki od ovih otrova podstiču reakcije otvaranja DNK lanaca (fluorokinoloni), dok drugi sprečavaju DNK ligaciju (etoposid i teniposid).
Otrovi tip IIA topoizomeraza mogu biti specifični za prokariotske ili eukariotske enzime, što ih čini atraktivnim kandidatima za lekove. Ciprofloksacin je hiljadu puta efikasniji na prokariotskom enzimu tipo II. Mehanizam ove specifičnosti je nepoznat.

### Topoinhibitori
Primer topo II inhibitora je ICRF-193. Ovaj inhibitor dejstvuje na N-terminalni domen ATPase topo II. Struktura ovog jedinjenja vezanog za ATPazni domen je rešena, čime je pokazano da se ovaj molekul vezuje na nekompetitivni način i sprečava dimerizaciju ATPaznog domena. Ovo je konzistentno sa biohemijskom analizom.

## Literatura
1. ↑  „Definition of topoisomerase inhibitor - NCI Dictionary of Cancer Terms”. Архивирано из оригинала 10. 05. 2009. г.
2. ↑  „Dorlands Medical Dictionary:topoisomerase inhibitor”.[мртва веза]
3. ↑  Mitscher LA (2005). „Bacterial topoisomerase inhibitors: quinolone and pyridone antibacterial agents”. Chem. Rev. 105 (2): 559—92. PMID 15700957. doi:10.1021/cr030101q.
4. ↑  Fisher LM, Pan XS (2008). „Methods to assay inhibitors of DNA gyrase and topoisomerase IV activities”. Methods Mol. Med. 142: 11—23. PMID 18437302. doi:10.1007/978-1-59745-246-5_2.
5. ↑  Robinson HM, Bratlie-Thoresen S, Brown R, Gillespie DA (2007). „Chk1 is required for G2/M checkpoint response induced by the catalytic topoisomerase II inhibitor ICRF-193”. Cell Cycle. 6 (10): 1265—7. PMID 17495539.
6. ↑  Scott Classen; Stephane Olland & James M. Berger (2003). „Structure of the topoisomerase II ATPase region and its mechanism of inhibition by the chemotherapeutic agent ICRF-187”. PNAS. 100 (19): 10629—10634. doi:10.1073/pnas.1832879100.
7. ↑  Cheryl L. Baird; Matthew S. Gordon; David M. Andrenyak; James F. Marecek; Janet E. Lindsley (2001). „The ATPase Reaction Cycle of Yeast DNA Topoisomerase II”. The Journal of Biological Chemistry. 276: 27893—27898. doi:10.1074/jbc.M102544200.